# Pieper (Familienname)
Pieper ist ein Familienname.

## Herkunft und Bedeutung
Zu Herkunft und Bedeutung siehe bei Pfeiffer.

## Namensträger

### A
- Amos Pieper (* 1998), deutscher Fußballspieler
- Annemarie Pieper (1941–2024), deutsche Philosophin
- Antje Pieper (* 1969), deutsche Fernsehmoderatorin
- Antje Karin Pieper (* 1943), deutsche Rechts- und Medienwissenschaftlerin
- Anton Pieper (1854–1908), deutscher Kirchenhistoriker
- August Pieper (Architekt) (1844–1891), deutscher Architekt
- August Pieper (Theologe) (1866–1942), deutscher Theologe

### C
- Carl Pieper (1871–1941), deutscher Musikwissenschaftler
- Cécile Pieper (* 1994), deutsche Hockeyspielerin
- Celena Pieper (* 1995), deutsche Musicaldarstellerin
- Christian Pieper (1843–1934), deutscher Porträt-, Genre- und Landschaftsmaler
- Christiane Pieper (* 1962), deutsche Comiczeichnerin und Illustratorin
- Cornelia Pieper (* 1959), deutsche Politikerin (FDP)

### D
- Dietmar Pieper (* 1963), deutscher Journalist und Autor
- Dorina Pieper (* 1970), deutsche Biathletin

### E
- Ernst Pieper (1928–1995), deutscher Industriemanager
- Eva Pieper (* 1956), deutsch-niederländische Übersetzerin
- Eva Pieper-Rapp-Frick (* 1962), deutsche Kunsthistorikerin

### F
- Frank Pieper (* 1963), deutscher Brigadegeneral des Heeres der Bundeswehr

- Franz Pieper (Widerstandskämpfer) (1904–1945), deutscher Widerstandskämpfer
- Franz August Otto Pieper (1852–1931), deutschamerikanischer lutherischer Theologe
- Friederike Pieper (1805–1889), deutsche Theaterschauspielerin, siehe Friederike Eichenwald
- Friedrich Pieper (Fritz Pieper; 1885–1954), deutscher Jesuit und Theologe

### G
- Georg Pieper (* 1953), deutscher Psychotherapeut
- Gerd Pieper (Architekt) (1942–2023), deutscher Architekt und Ingenieur
- Gerd Pieper (Unternehmer) (1943–2024), deutscher Unternehmer
- Gerhard Pieper (1940–1978), deutscher römisch-katholischer Geistlicher, Jesuit, Missionar und Märtyrer
- Gudrun Pieper (* 1956), deutsche Politikerin (CDU)

### H
- Hans Pieper (Architekt) (1882–1946), deutscher Architekt und Baudirektor in Lübeck
- Hans Pieper (Forstmeister) (* 1878; † nach 1946), deutscher Landesforstmeister
- Hans Pieper (SS-Mitglied) (1902–1980), deutscher Gestapobeamter und SS-Führer
- Hans Pieper (Kaufmann) (1929–2019), deutscher Kaufmann und Vizepräsident der IHK Saarbrücken
- Hans-Joachim Pieper (* 1958), deutscher Philosoph
- Harald Pieper (Leichtathlet) (Lebensdaten unbekannt), deutscher Hürdenläufer, 40er/50er Jahre
- Harald Pieper (Journalist) (* 1940), deutscher Sportjournalist
- Harald Pieper (Schriftsteller) (* 1940), deutscher Schriftsteller
- Harald Pieper (Zoologe) (* 1942), deutscher Zoologe und Paläontologe
- Harry Pieper (1907–1978), deutscher Buddhist
- Heinrich Pieper (Politiker, 1878) (1878–1953), deutscher Politiker (SPD), MdL Freistaat Lippe
- Heinrich Pieper (Politiker, 1881) (1881–1960), deutscher Politiker (SPD), MdR
- Heinrich-Otto Pieper (1881–1968), deutscher Maler, siehe Otto Pieper
- Helmut Pieper (1922–2011), deutscher Jurist und Hochschullehrer
- Hermann Pieper (Bergrat) (1839–1904), deutscher Bergwerksdirektor und Politiker
- Hermann Pieper (Agrarwissenschaftler) (1881–1954), deutscher Agrarwissenschaftler
- Hermann Pieper (Politiker) (1881–1962), deutscher Kommunalpolitiker

### I
- Ilse Pieper (1904–1979), deutsche Malerin
- Ingrid Pieper-von Heiden (* 1948), deutsche Politikerin (FDP)
- Irene Pieper (* 1967), deutsche Germanistin

### J
- Jan Pieper (* 1944), deutscher Architekturhistoriker und Hochschullehrer
- Jens Pieper (* 1968), deutscher Bogenschütze
- Jo Pieper (1893–1971), deutscher Maler und Grafiker
- Johann Pieper (1903–1985), deutscher Politiker (SPD), MdL
- Josef Pieper (1904–1997), deutscher Philosoph
- Jost Pieper (* 1972), deutscher Schauspieler
- Julius Pieper (1882–1959), deutscher Unternehmer und Politiker (CDU)

### K
- Karl Pieper (Warstein) (1879–1959), deutscher Verwaltungsbeamter und Politiker (CDU)
- Karl Pieper (1886–1951), deutscher Zahnarzt
- Karl Pieper (Theologe) (1877–1948), deutscher katholischer Geistlicher, Theologe und Domkapitular
- Katharina Pieper (* 1962), deutsche Kalligrafin und Schriftkünstlerin
- Klaus Pieper (1913–1995), deutscher Bauingenieur

### L
- Leonie Pieper (* 1992), deutsche Ruderin
- Lorenz Pieper (1875–1951), deutscher katholischer Priester und Nationalsozialist

### M
- Marianne Pieper (* 1949), deutsche Soziologin
- Markus Pieper (Politiker) (* 1963), deutscher Politiker (CDU)
- Markus Pieper (Ballonfahrer) (* 1969), deutscher Ballonfahrer
- Martin Pieper, Professor für Mathematik und Simulation an der Fachhochschule Aachen
- Max Pieper (1882–1941), deutscher Ägyptologe und Gymnasiallehrer
- Monika Pieper (* 1963), deutsche Politikerin (Piratenpartei)

### O
- Otto Pieper (1909–1944), deutscher Landrat

### P
- Paul Pieper (1912–2000), deutscher Kunsthistoriker.
- Peter Pieper (* 1953), deutscher Prähistoriker und forensischer Archäologe

### R
- Renate Pieper (Historikerin) (* 1956), deutsche Historikerin
- Renate Jürgens-Pieper (* 1951), deutsche Politikerin (Die Grünen, SPD)
- Richard Pieper (1923–1985), deutscher Gewerkschafter (FDGB) und Politiker (SED)
- Roland Pieper (* 1961), deutscher Kunsthistoriker, Wissenschaftsautor und -fotograf
- Ronald Pieper (1948–2007), Schweizer Segelsportler
- Rudolf Pieper (* 1943/1944), deutscher Heimatforscher

### S
- Stefan Pieper (* 1982), deutscher Skispringer
- Stefan Ulrich Pieper (* 1959), deutscher Beamter und Rechtswissenschaftler
- Stephanie Pieper, deutsche Journalistin und Medienmanagerin
- Steven C. Pieper (1943–2018), US-amerikanischer Kernphysiker

### T
- Theo Pieper (1912–1988), deutscher Maler und Religionspädagoge
- Theodor Pieper (1926–2018), deutscher Jurist

### V
- Vincenz Pieper (1903–1983), deutscher Maler und Kunsterzieher
- Vivien Pieper (* 1982), deutsche Autorin und Filmemacherin

### W
- Waldemar Pieper (1871–1945), deutscher Konteradmiral und osmanischer Generalmajor
- Walter Pieper (1887–1951), deutscher Lyriker und Lehrer
- Werner Pieper (* 1948), deutscher Autor und Verleger
- Wilhelm Pieper (Revolutionär) (1826–1898), deutscher Revolutionär, Journalist und Philologe
- Wilhelm Pieper (Politiker) (1918–2007), deutscher Politiker (CDU)
- Willy Pieper (1911–1990), Schweizer Segler
- Wolfgang Pieper (1936–1995), deutscher Historiker